# Ajith Fernando
Ajith Deepan Anthony Fernando (* 11. Juli 1985 in Championpatta, Sri Lanka) ist ein deutscher Faustballspieler. Er spielt sowohl in der Feldsaison als auch in der Hallensaison beim TSV Pfungstadt in der 1. Bundesliga Süd. Sein Länderspiel-Debüt in der Herren-Nationalmannschaft gab er im August 2010 beim internationalen Turnier in Jona (Schweiz) gegen die Schweiz.

## Karriere
Fernandos Karriere begann in der Jugend der pfälzischen TSG Tiefenthal. 2009 wechselte er zum TSV Pfungstadt, wo er in der Abwehr steht. Auf dieser Position wird er auch in der Nationalmannschaft eingesetzt. Fernando hatte bereits in der U21-Nationalmannschaft auf sich aufmerksam gemacht, als er dreimal in Folge U21-Europameister wurde. Der Durchbruch gelang ihm beim TSV Pfungstadt. Dort gewann er auf nationaler Ebene von 2010 bis 2013 fünf Deutsche Meisterschaften (4 × Feld und 1 × Halle) und gewann zweimal den Europapokal der Landesmeister. An der Seite seines Teamkollegen Patrick Thomas gewann er 2013 die World-Games im kolumbianischen Cali.

## Erfolge
Nationalmannschaft
- 2004: U21-Europameister (Hochburg an der Ach/Österreich)
- 2005: U21-Europameister (Tecknau/Schweiz)
- 2006: U21-Europameister (Unterhaugstett/Deutschland)
- 2010: 3. Platz Europameisterschaft (Ermatingen/Schweiz)
- 2012: 3. Platz Europameisterschaft (Schweinfurt/Deutschland)
- 2013: World-Games-Sieger (Cali/Kolumbien)
- 2015: 1. Platz Weltmeisterschaft (Provinz Córdoba/Argentinien)
- 2016: 1. Platz Europameisterschaft (Grieskirchen/Österreich)
- 2017: World-Games-Sieger (Breslau/Polen)
- 2018: 1. Platz Europameisterschaft (Adelmannsfelden/Deutschland)
- 2019: 1. Platz Weltmeisterschaft (Winterthur/Schweiz)

Verein (national)
- 2010: Deutscher Meister (Feld)
- 2011: Deutscher Meister (Feld)
- 2012: Deutscher Meister (Feld)
- 2012/13: Deutscher Meister (Halle)
- 2013: Deutscher Meister (Feld)
- 2013/14: Deutscher Meister (Halle)
- 2014: Deutscher Meister (Feld)
- 2014/15: Deutscher Meister (Halle)
- 2015: Deutscher Meister (Feld)
- 2015/16: Deutscher Meister (Halle)
- 2016: Deutscher Meister (Feld)
- 2016/17: Deutscher Meister (Halle)
- 2018: Deutscher Meister (Feld)

Verein (international)
- 2011: 3. Platz Europapokal der Landesmeister
- 2012: Europapokalsieger (Feld)
- 2013: Europapokalsieger (Feld)
- 2014: Weltpokalsieger (Feld)
- 2015: Europapokalsieger (Halle)
- 2015: Europapokalsieger (Feld)
- 2015: Europapokalsieger (Halle)
- 2016: Europapokalsieger (Feld)
- 2016: Weltpokalsieger (Feld)
- 2016: Europapokalsieger (Halle)
- 2017: Europapokalsieger (Halle)
- 2018: Europapokalsieger (Feld)

## Ehrungen
Am 25. Oktober 2013 wurde er durch Bundespräsident Joachim Gauck für den World-Games-Titel in Kolumbien mit dem Silbernen Lorbeerblatt geehrt, die höchste Auszeichnung für deutsche Sportler. Für den erneuten Gewinn der Worldgames in Wrocław (Breslau) wurde ihm am 13. Oktober 2017 in Berlin zum zweiten Mal das Silberne Lorbeerblatt verliehen.